# Johanniskirche (Mannheim)

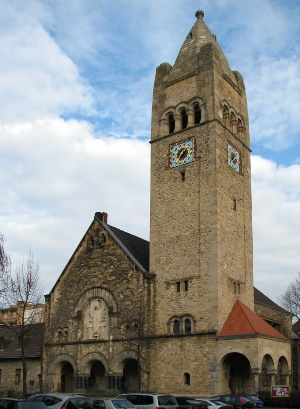
Johanniskirche

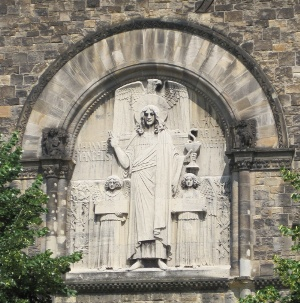
Johannes-Relief

Die Johanniskirche ist eine evangelische Kirche im Mannheimer Stadtteil Lindenhof. Sie wurde zwischen 1901 und 1904 nach Plänen des Karlsruher Architekturbüros Curjel & Moser erbaut.

## Geschichte
Die planmäßige Wohnbebauung des Lindenhofs begann ab 1870, nachdem es zuvor nur vereinzelte Höfe auf dem Gebiet gegeben hatte. Durch die Nähe zur Innenstadt verlief die Entwicklung nach 1890 sehr dynamisch. 1900 hatte der neue Stadtteil bereits 10.000 Einwohner. Die Zahl der evangelischen Bewohner, die von der Friedenskirche in der Schwetzingerstadt betreut wurden, stieg zwischen 1895 und 1905 von 1.578 auf 7.455. Bereits 1897 sah der Kirchengemeinderat einen eigenen Gottesdienstraum in Lindenhof als dringlich an, um der „Propaganda“ der anderen Konfessionen entgegenzutreten.
1900 wurde eine Notkirche errichtet und im Jahr darauf an der Friedenskirche eine nur für den Lindenhof zuständige Vikarstelle eingerichtet. Zugleich wurde mit dem Bau der Johanniskirche begonnen. 1902 erfolgte die Grundsteinlegung. Vorangegangen war ein Wettbewerb, zu dem man alle evangelische Architekten aus Mannheim sowie von auswärts Robert Curjel und Karl Moser, Hermann Billing und Theophil Frey einlud. Curjel und Moser, die kurz darauf mit der Lutherkirche in Karlsruhe eine sehr ähnliche Kirche verwirklichten, setzten sich durch, und drei Jahre später konnte die Johanniskirche am 29. Mai 1904 eingeweiht werden. Mit der später errichteten Lukaskirche und der Markuskirche auf dem Almenhof sowie der Neckarauer Matthäuskirche wurden die vier benachbarten Kirchen somit nach den vier Evangelisten benannt.
Wegen des geänderten Grundwasserspiegels entstanden bereits 1909 Risse in der Kuppel, so dass das Fundament verstärkt und der Putz erneuert werden musste. Im Kriegsjahr 1917 mussten drei der vier Glocken als Metallspende des deutschen Volkes abgeliefert werden. Der Ersatz wurde 1925 gegossen, wurde aber wiederum im Zweiten Weltkrieg 1942 eingezogen. Im folgenden Jahr brannte die Kirche nach einem Fliegerangriff bis auf die Außenmauern aus.
Nach dem Krieg wurde das Gotteshaus unter der Leitung von Max Schmechel wiederaufgebaut, wobei der Innenraum vollkommen neu gestaltet wurde, und am 6. November 1955 vom Landesbischof eingeweiht. 2004 wurde der Innenraum renoviert und 2006 der Kirchturm saniert.

## Beschreibung

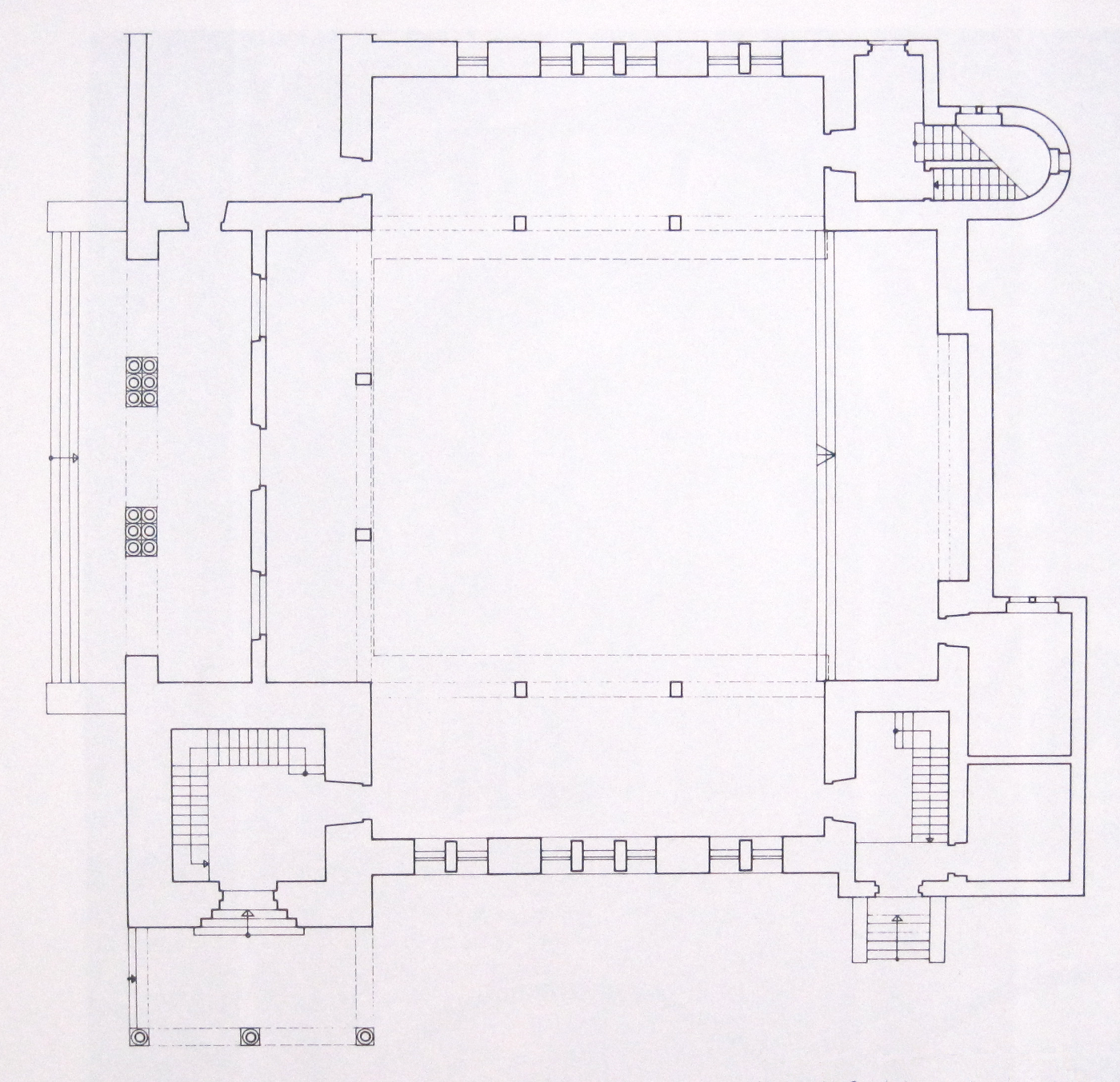
Grundriss

Die Johanniskirche steht auf einem Eckgrundstück im westlichen Lindenhof. Die Architekten Curjel und Moser wählten einen Baustil, der neuromanische mit Jugendstilelementen verknüpft, und hielten sich an die Grundsätze des Wiesbadener Programms. Der Grundriss des Zentralbaus basiert auf einem griechischen Kreuz. Ursprünglich befanden sich an allen vier Seiten Giebel, die beiden an der Nord- und der Südseite wurden allerdings nach dem Zweiten Weltkrieg nicht rekonstruiert. Die Außenmauern bestehen aus Bossenwerk mit hellen Sandsteinen von der Haardt. Der markante Kirchturm mit der angegliederten Vorhalle wurde an der südwestlichen Ecke platziert. Er ist mit einem sechseckigen Helmdach bedeckt. Die blau-goldenen, quadratischen Zifferblätter der Turmuhr wurden erst 2006 nach alten Vorlagen rekonstruiert. Das Glockengeschoss ist großflächig mit Blattornamenten verziert. An der Westfassade der Kirche prangt in einer Blendnische ein Relief des Johannes, das der Bildhauer Fridolin Dietsche schuf.
Die Gewölbe im Innenraum wurden nach der Kriegszerstörung nicht wiederhergestellt. Verloren blieb auch die von Fridolin Dietsche und Max Laeuger als Mosaikrelief ausgeführte Kreuzigungsgruppe. Sie wurde ersetzt durch ein großes Kruzifix von Hanns Markus Heinlein. Unter der Empore zieht sich seit dem Jubiläumsjahr 2004 ein Farbband, deren 129 Holztafeln die Künstlerin Bettina Mohr schuf. Die Steinmeyer-Orgel mit zwei Manualen stammt aus dem Jahr 1955, sie wurde 1959/60 mit einem weiteren Manual ergänzt und hat 42 Register. 2004 wurde rechts neben dem Altar eine weitere Orgel mit 19 Registern von Matz & Luge aufgestellt. Das Geläut besteht aus fünf Glocken. Die zweitgrößte Glocke von Rincker stammt noch aus dem Jahr 1903, die übrigen Glocken wurden 1963 von Bachert gegossen. Die Schlagtonfolge h0–d1–e1–g1–a1 ist mit dem Geläut der katholischen Kirche St. Josef abgestimmt.